# Liste der Einträge im National Register of Historic Places im Portage County (Wisconsin)

Lage des Portage County in Wisconsin

Die Liste der Einträge im National Register of Historic Places im Portage County  in Wisconsin führt alle Bauwerke und historischen Stätten im Portage County auf, die in das National Register of Historic Places aufgenommen wurden.

## Legende
| NRHP | Historic Place    |
| HD   | Historic District |

## Aktuelle Einträge
| [ 2 ] | Name                                                         | Bild                                                         | Eintragsdatum        | Lage                                                                                            | Ort            | Beschreibung |
| ----- | ------------------------------------------------------------ | ------------------------------------------------------------ | -------------------- | ----------------------------------------------------------------------------------------------- | -------------- | --- |
| 1     | Folding Furniture Works Building                             | Folding Furniture Works Building                             | 1993 ID-Nr. 93000666 | 1020 1st Street 44° 31′ 32″ N, 89° 35′ 13″ W                                                    | Stevens Point  | 1919 errichtete Fabrik; 1931 durch Feuer zerstört und danach großer wieder aufgebaut; auch als Lullabye Furniture Warehouse und Plywood Mill bekannt  |
| 2     | Fox Theater                                                  | Fox Theater                                                  | 1982 ID-Nr. 82000698 | 1116-1128 Main Street 44° 31′ 25″ N, 89° 34′ 59″ W                                              | Stevens Point  | 1896 im neuromanischen Stil errichtetes Theater |
| 3     | August G. and Theresa Green House                            | August G. and Theresa Green House                            | 2005 ID-Nr. 05000533 | 1501 Main Street 44° 31′ 32″ N, 89° 34′ 38″ W                                                   | Stevens Point  | 1903 im Queen Anne Style errichtetes Wohnhaus |
| 4     | Hardware Mutual Insurance Companies Building                 | Hardware Mutual Insurance Companies Building                 | 1994 ID-Nr. 94001358 | 1421 Strongs Avenue 44° 31′ 19″ N, 89° 34′ 55″ W                                                | Stevens Point  | 1922 im neoklassizistischen Stil errichtetes Bürogebäude                                                                                              |
| 5     | Hotel Whiting                                                | Hotel Whiting                                                | 1990 ID-Nr. 90001457 | 1408 Strongs Avenue 44° 31′ 19″ N, 89° 34′ 57″ W                                                | Stevens Point  | 1923 im Stil des Mediterranean Revival errichtetes Hotel; heute Apartments und Büros                                                                  |
| 6     | J. L. Jensen House                                           | J. L. Jensen House                                           | 1988 ID-Nr. 88001151 | 1100 Brawley Street 44° 31′ 9″ N, 89° 34′ 50″ W                                                 | Stevens Point  | 1901 im Queen Anne Style errichtetes Wohnhaus; heute Bed and Breakfast                                                                                |
| 7     | Christina Kuhl House                                         | Christina Kuhl House                                         | 1978 ID-Nr. 78000126 | 1416 Main Street 44° 31′ 25″ N, 89° 34′ 41″ W                                                   | Stevens Point  | 1886 errichtetes Wohnhaus einer Unternehmerfamilie |
| 8     | Mathias Mitchell Public Square-Main Street Historic District | Mathias Mitchell Public Square-Main Street Historic District | 1986 ID-Nr. 86001513 | Main Street zwischen Strongs Avenue und 2nd Street 44° 31′ 24″ N, 89° 35′ 4″ W                  | Stevens Point  | Seit 1870 bestehender Marktplatz mit Backsteingebäuden verschiedener Baustile                                                                         |
| 9     | David McMillan House                                         | David McMillan House                                         | 1974 ID-Nr. 74000117 | 1924 Pine Street 44° 31′ 5″ N, 89° 34′ 30″ W                                                    | Stevens Point  | 1873 im neugotischen Stil errichtetes Wohnhaus des Sägewerkbesitzers David McMillan                                                                   |
| 10    | J. H. Morgan House                                           | J. H. Morgan House                                           | 1974 ID-Nr. 74000118 | 1308 Madison Avenue 44° 27′ 21″ N, 89° 31′ 42″ W                                                | Plover         | 1860 im Stil des Greek Revival errichtetes Wohnhaus                                                                                                   |
| 11    | Nelson Hall                                                  | Nelson Hall                                                  | 2005 ID-Nr. 05000643 | 1209 Fremont Street 44° 31′ 33″ N, 89° 34′ 4″ W                                                 | Stevens Point  | 1915 im Stil der Prairie Houses errichtetes Wohnheim der Stevens Point Normal School; heute Teil des Campus Stevens Point der University of Wisconsin |
| 12    | Old Plover Methodist Church                                  | Old Plover Methodist Church                                  | 1980 ID-Nr. 80000393 | Madison Avenue 44° 27′ 25″ N, 89° 32′ 27″ W                                                     | Plover         | 1857 im Stil des Greek Revival als Presbyterianerkirche errichtetes Gebäude, das 1866 an die Methodisten verkauft wurde; heute Museum                 |
| 13    | Pipe School                                                  | Pipe School                                                  | 1993 ID-Nr. 93001171 | Pipe Road Ecke County Highway T 44° 24′ 33″ N, 89° 14′ 0″ W                                     | Town of Lanark | 1889 in Balloon Framing-Bauweise errichtete Einklassenschule                                                                                          |
| 14    | L. A. Pomeroy House                                          | L. A. Pomeroy House                                          | 1992 ID-Nr. 92001560 | 203 Laconia Street 44° 27′ 1″ N, 89° 17′ 12″ W                                                  | Amherst        | 1904 im Queen Anne Style errichtetes Wohnhaus des Bankiers L. A. Pomeroy                                                                              |
| 15    | John Gilbert Rosholt House                                   | John Gilbert Rosholt House                                   | 2010 ID-Nr. 10000232 | 237 North Main Street 44° 37′ 54,1″ N, 89° 18′ 34,1″ W                                          | Rosholt        | 1906 im Queen Anne Style errichtetes Wohnhaus des Unternehmers John Gilbert Rosholt                                                                   |
| 16    | Severance-Pipe Farmstead                                     | Severance-Pipe Farmstead                                     | 1993 ID-Nr. 93001163 | Pipe Rd., rund 200 m östlich der Kreuzung mit dem County Highway T 44° 24′ 39″ N, 89° 13′ 54″ W | Town of Lanark | 1853 im Stil des Greek Revival in Balloon Framing-Bauweise errichtetes Farmhaus; auch als Thomas Pipe Inn bekannt                                     |
| 17    | Stevens Point State Normal School                            | Stevens Point State Normal School                            | 1976 ID-Nr. 76000074 | 2100 Main Street 44° 31′ 28″ N, 89° 34′ 7″ W                                                    | Stevens Point  | 1894 als Hauptgebäude der Stevens Point Normal School errichtet; heute als Old Main bekannter Teil der Universität                                    |
| 18    | Temple Beth Israel                                           | Temple Beth Israel                                           | 2007 ID-Nr. 07000101 | 1475 Water Street 44° 31′ 13″ N, 89° 34′ 59″ W                                                  | Stevens Point  | 1905 errichtete Synagoge, die bis 1986 in Betrieb war; heute Museum                                                                                   |